# Pseudiron centralis
Famille
Genre
Espèce
Pseudiron centralis est une espèce d'insectes appartenant à l'ordre des éphéméroptères.